# Ermida de Nossa Senhora Mãe da Igreja
A Ermida de Nossa Senhora Mãe da Igreja é uma Ermida portuguesa localizada ao Campo Raso, freguesia da candelária, concelho da Madalena do Pico, na ilha do Pico, no arquipélago dos Açores.